# Bratwurst

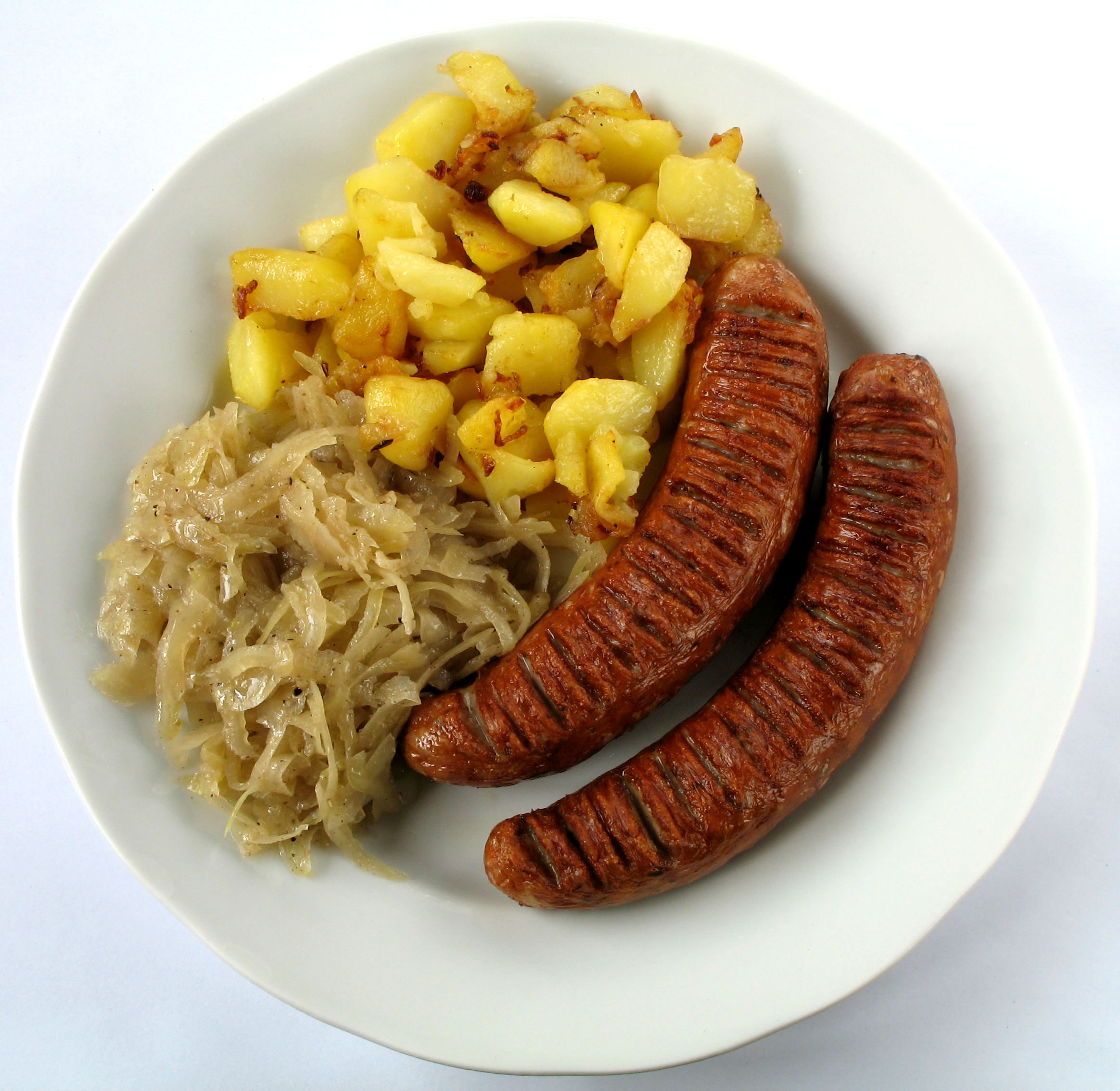
Bratwurst med surkål och potatis

Bratwurst är en tysk korv gjord på fläsk-, lamm- eller nötkött. Den är oftast kryddad med vitlök, muskot, kryddnejlika, kummin och i vissa fall mejram. Den serveras stekt eller grillad, ofta med korvbröd, potatis, ketchup eller stark senap. En speciell sort Bratwurst som serveras med tomatsås och currypulver är Currywurst. Namnet Bratwurst härstammar från det gamla högtyska ordet bräte som betyder fint hackat kött. brat- i bratwurst uppfattas ofta felaktigt som det tyska verbet braten, steka. Bratwursten har antagligen sitt ursprung i Thüringen där den är känd som Thüringer. Det äldsta kända receptet är från 1432.